# Daisuke Matsuzaka
Daisuke Matsuzaka (松坂 大輔, Matsuzaka Daisuke) (Aomori, 13 de setembro de 1980), apelidado "Dice-K", é um jogador japonês de beisebol. É arremessador titular destro. Começou sua carreira profissional em 1999 no Seibu Lions, da Nippon Professional Baseball. Com a seleção japonesa, foi medalhista de bronze nos Jogos Olímpicos de 2004 e ouro no Clássico Mundial de Beisebol de 2006, onde foi o MVP do torneio. Em 14 de novembro de 2006, os Boston Red Sox venceram a disputa para tê-lo, fechando um contrato de 6 anos/US$ 52 milhões.

## 2007
Matsuzaka fez sua primeira partida de temporada regular na Major League Baseball pelo Red Sox em 5 de abril de 2007, num jogo à tarde contra o Kansas City Royals no Kauffman Stadium. Ele andou 1, eliminou 10 por strikeout e em um momento retirou dez batedores consecutivos; ele permitiu somente um home run em 6 rebatidas, lançando 108 arremessos (74 de strike) em 7 entradas, registrando sua primeira vitória, 4 a 1.
Em 14 de maio, Matsuzaka arremessou seu primeiro jogo completo na MLB, uma vitória de 7 a 1 sobre o Detroit Tigers; ele teve cerca de 60 jogos completos no Japão. Em 10 de agosto, Matsuzaka quebrou o recorde de calouros do Red Sox de mais strikeouts numa temporada com 156; terminou a temporada com 201.
Matsuzaka encerrou a temporada regular com 15v/12d e ERA de 4,40. Na pós-temporada, iniciou quatro jogos, com 2-1 e ERA de 5,03. Em 21 de outubro, venceu o Jogo 7 das finais da Liga Americana contra o Cleveland Indians. De cara, retirou oito batedores consecutivos; arremessou bem por 5 entradas, cedendo 2 corridas. A vitória por 11 a 2 levou o time à Série Mundial contra o Colorado Rockies. Em 27 de outubro, venceu o Jogo 3 da Série Mundial por 10 a 5. Cedeu 2 corridas, 3 rebatidas, 3 walks e anotou 5 strikeouts; também contribuiu no bastão, rebatendo uma simples de 2 corridas. No Jogo 4, o Red Sox confirmou o título.
Dice-K foi dispensado dos Red Sox em 2012.

## Estatísticas
- Vitórias-Derrotas: 50-37;
- Earned Run Average: 4.52;
- Strikeouts: 609